# Johann Gerhard
Johann Gerhard, 17. oktober 1582 – 10. august 1637,
var en tysk luthersk teolog og
en hovedkraft i udformningen af det dogmatiske system til 1600-tallets lutherske ortodoksi.

## Opvækst og uddannelse
Gerhard blev født i Quedlinburg nu i den Bundesland Sachsen-Anhalt. Under en alvorlig sygdom i fjortenårsalderen blev han personligt påvirket af Johann Arndt forfatteren til Das wahre Christenthum (Den sande kristendom) og besluttede sig til at studere og blive en kirkens mand.

Han begyndte at studere filosofi ved universitetet i Wittenberg i 1599 og gik samtidig til teologiske forelæsninger; så studerede han medicin i to år. 

I 1603 fortsatte han de teologiske studier i Jena, og året efter fik han en ny tilskyndelse fra Johannes Winckelmann (1551-1626) og Balthasar Mentzer (den ældre 1565-1627) i Marburg.
Efter afgangseksamen i 1605 begyndte han at undervise i Jena og i 1606 tog han mod en stilling fra  hertug Johann Casimir (Sachsen-Coburg)  som superintendent i Heldburg og rektor for gymnasiet. Kort efter blev han superintendent for hele hertugdømmet og var optaget af praktisk kirkeligt arbejde til 1616, hvor han blev teologisk professor i Jena. Her tilbragte han resten af sit liv.
I Jena dannede han "Trias Johannea" – de tre Johann'er – sammen med kollegerne Johann Major and Johann Himmel.
Skønt Gerhard var ganske ung, blev han betragtet som den største teolog i det protestantiske Tyskland. I tidens "disputationer" var han altid protagonist, i diskussionens centrum, og mange søgte hans råd i alle mulige offentlige og private spørgsmål vedrørende religion og moral. 

Han modtog gentagne tilbud fra mange universiteter som
Giessen, Altdorf, Helmstedt, Jena, Wittenberg og fra Uppsala i Sverige.
Han døde i Jena.

## Forfatterskab
Hans forfatterskab er omfattende såvel inden for eksegetisk, polemisk, dogmatisk som praktisk teologi.
Til de eksegetiske skrifter hører Commentarius in harmoniam historiae evangelicae de passione Christi (1617), Commentarius super priorem D. Petri epistolam (1641),
dertil også hans kommentarer til Genesis, Første Mosebog (1637) og til Deuteronomium, Femte Mosebog (1658).
Confessio Catholica (1633-1637) er af en mere kontroversiel karakter; det prøver at vise den
evangeliske og katolske, almindelige karakter i Den augsburgske bekendelse (Confessio Augustana) ud fra værker af katolske forfattere.
Hans hovedværk er Loci theologici (1610-1622), ('Teologiske steder', centrale teologiske emner) i hvilket lutheranisme er udlagt "nervose, solide et copiose" med stor energi, stringens og en nøjagtighed i detaljen, som ikke var set før.
Meditationes sacrae fra 1606 (dansk 'Siælens Klenodie', 1614) var beregnet til kristelig opbyggelse og er ofte blevet genoptrykt på latin og oversat til græsk og
de fleste andre europæiske sprog.
Vita Johannis Gerhardi (Johann Gerhards liv) blev udgivet af Erdmann Rudolph Fischer i 1723, og Das Leben Dr Johann Gerhards i 1858 af Carl Julius Boettcher.
Se også Wilhelm Gass Geschichte der protestantischen Dogmatik (1854-1867) (Den protestantiske dogmatiks historie).